# Leonid Radiukiewicz
Leonid Władimirowicz Radiukiewicz (ros. Леонид Владимирович Радюкевич, ur. 21 grudnia 1932 w Mińsku) – radziecki inżynier metalurgi i polityk.

## Życiorys
Z pochodzenia Rosjanin. W 1955 ukończył Magnitogorski Instytut Górniczo-Metalurgiczny, od 1955 pracował w Magnitogorskim Kombinacie Metalurgicznym im. Lenina. Od 1959 w KPZR, w latach 1977-1979 szef departamentu Ministerstwa Czarnej Metalurgii ZSRR, między 1979 a 1985 dyrektor Magnitogorskiego Kombinatu Metalurgicznego im. Lenina, od 3 marca 1981 do 2 lipca 1990 zastępca członka KC KPZR. W latach 1985–1989 I zastępca ministra czarnej metalurgii ZSRR, w latach 1989-1991 I zastępca ministra metalurgii ZSRR. Deputowany do Rady Najwyższej ZSRR XI kadencji. Odznaczony Orderem Lenina. Dwukrotny laureat Nagrody Państwowej ZSRR.